# 桑植站
桑植站是黔常铁路的一座车站，位于中华人民共和国湖南省张家界市桑植县利福塔镇叶家湾村宋家坡组，由中国铁路广州局集团张家界车务段管辖。2019年12月26日开通。